# Bisdom Nicolet
Het bisdom Nicolet (Latijn: Dioecesis Nicoletana) is een rooms-katholiek bisdom met als zetel Nicolet, in Canada. Het bisdom is suffragaan aan het aartsbisdom Sherbrooke. 

## Geschiedenis
Het bisdom werd opgericht op 10 juli 1885, uit delen van het bisdom Trois-Rivières, en was suffragaan aan het aartsbisdom Quebec. Op 2 maart 1951 veranderde het van kerkprovincie en werd suffragaan aan het nieuw verheven aartsbisdom Sherbrooke. 

## Parochies
Het bisdom had in 2021 een oppervlakte van 3.682 km2 en telde 227.313 inwoners waarvan 97,3% rooms-katholiek was.

## Bisschoppen
- Elphège Gravel (10 juli 1885 - 28 januari 1904)
- Joseph-Simon-Herman Brunault (28 januari 1904 - 21 oktober 1937; coadjutor sinds 30 september 1899)
- Albini Lafortune (14 mei 1938 - 8 november 1950)
- Joseph Albertus Martin (8 november 1950 - 14 maart 1989; coadjutor sinds 21 augustus 1950)
- Raymond Saint-Gelais (14 maart 1989 - 11 juli 2011; coadjutor sinds 19 februari 1988)
- André Gazaille (11 juli 2011 - 18 oktober 2022)
- Daniel Jodoin (18 oktober 2022 - heden)

Sherbrooke (aartsbisdom) · Nicolet · Saint-Hyacinthe